# Анри Троая
Анрѝ Троая̀ (на френски: Henri Troyat), по рождение Лев Асланович Торосян, с варианти Левон / Леон и Аслан, е френски писател (биограф, романист), както и историк, от руско-арменски произход. До 1992 г. е издаван в България като Анри Троя. Един от най-плодовитите френски писатели на 20 век, чието творчество отразява неговите корени и допринася много за популяризиране на руската история и литература във Франция.

## Биография
Роден е в семейство с арменски, руски, немски, черкезки, грузински корени в Москва на 1 ноември 1911 г. Семейството е богато, баща му е инвестирал в железопътни линии и банки. Анри има швейцарска гувернантка, от която научава френски. След избухването на Болшевишката революция от октомври 1917 г. семейството напуска Русия и след престой в Константинопол и Венеция се установява трайно в Париж през 1920 г. Младият Анри учи в Lycée Pasteur и бързо се адаптира към новата обстановка. Следва право в Сорбоната и получава френско гражданство през 1933. През 1935 г. е назначен на държавна служба в префектурата на департамента Сена (окръзи Париж, Сен Дени и Со) и остава на поста до 1942 г., когато се отдава изцяло на литературна кариера.

## Творчество
Започва да пише и още на 24 години получава първия си литературен приз – първият му роман „Лъжлива светлина“ (Faux jour) е награден през 1935 г. Получава наградата „Гонкур“ за романа „Паякът“ (L'Araigne) през 1938 г.
Автор е на над 100 биографии на исторически личности, много от които са от руската история и култура: монарсите Екатерина Велика, Александър I, Александър III, писателите Александър Пушкин, Николай Гогол, Иван Тургенев, Марина Цветаева, също Григорий Распутин и др. Много от книгите му са издадени на български език.
През 1959 г. е избран за академик във Френската академия, заемайки мястото на починалия през 1957 г. Клод Фарер. Умира в Париж на 2 март 2007 г.

### Романи
- Faux Jour („Лъжлива светлина“) (1935, Prix du roman populiste)
- Le Vivier (1935)
- Grandeur nature (1936)
- La Clef de voûte (1937)
- L'Araigne („Паякът“) (1938, „Гонкур“)
- Judith Madrier (1940)
- Le mort saisit le vif (1942)
- Du philanthrope à la rouquine (1945)
- Le Signe du taureau (1945)
- Suite romanesque: Tant que la terre durera en 7 tomes
  - Tant que la terre durera]] (3 tomes, 1947)
  - Le Sac et la Cendre]] (2 tomes, 1948)
  - Étrangers sur la terre (2 tomes, 1950)
- La Tête sur les épaules (1951)
- La Neige en deuil (1952)
- Suite romanesque: Les Semailles et les Moissons („Сеитби и жътви“ – романов цикъл в 5 тома, 1953 – 1958)
  - Les Semailles et les Moissons (tome I, 1953)
  - Amélie (tome II, 1955)
  - La Grive (tome III, 1956)
  - Tendre et Violente Élisabeth (tome IV, 1957)
  - La Rencontre (tome V, 1958)
- La Maison des bêtes heureuses (1956)
- Suite romanesque: La Lumière des Justes
  - Les Compagnons du coquelicot (tome I, 1959)
  - La Barynia (tome II, 1960)
  - La Gloire des vaincus (tome III, 1961)
  - Les Dames de Sibérie (tome IV, 1962)
  - Sophie ou la Fin des combats (tome V, 1963)
- Une extrême amitié (1963)
- Suite romanesque: Les Eygletière („Ейглетиерови“ – роман в 3 тома, 1965 – 1967)
  - Les Eygletière (tome I, 1965)
  - La Faim des lionceaux (tome II, 1966)
  - La Malandre (tome III, 1967)
- Suite romanesque: Les Héritiers de l'avenir
  - Le Cahier (tome I, 1968)
  - Cent un coups de canon (tome II, 1969)
  - L'Éléphant blanc (tome III, 1970)
- La Pierre, la Feuille et les Ciseaux (1972)
- Anne Prédaille (1973)
- Suite romanesque: Le Moscovite
  - Le Moscovite (tome I, 1974)
  - Les Désordres secrets (tome II, 1974)
  - Les Feux du matin (tome III, 1975)
- Le Front dans les nuages (1976)
- Grimbosq (1976)
- Le Prisonnier n°1 (1978)
- Suite romanesque ou Trilogie Viou:
  - Viou (tome I, 1980)
  - À demain, Sylvie (tome II, 1986)
  - Le Troisième Bonheur (tome III, 1987)
- Le Pain de l'étranger (1982)
- La Dérision (1983)
- Marie Karpovna (1984)
- Le Bruit solitaire du cœur (1985)
- Toute ma vie sera mensonge (1988)
- La Gouvernante française (1989)
- La Femme de David (1990)
- Aliocha (1991)
- Youri (1992)
- Le Chant des insensés (1993)
- Le Marchand de masques (1994)
- Le Défi d'Olga (1995)
- Votre très humble et très obéissant serviteur (1996)
- L'Affaire Crémonnière (1997)
- Le Fils du Satrape (1998))
- Namouna ou la Chaleur animale (1999)
- La Ballerine de Saint-Pétersbourg (2000)
- La Fille de l'écrivain (2001)
- L'Étage des bouffons (2002)
- L'Éternel Contretemps (2003)
- La Fiancée de l'ogre (2004)
- La Traque (2006)
- Le Pas du juge (2009)
- La Folie des anges (2010)
- La Perruque de Monsieur Regnard (2010)
- La Voisine de palier (2011)

### Биографии
- Dostoievski (1940)
- Pouchkine (1946)
- L'Étrange Destin de Lermontov (1952)
- Tolstoi (1965)
- Gogol (1971)
- Catherine la Grande (1977) (prix des Ambassadeurs, 1978)
- Pierre le Grand (1979)
- Alexandre I (1981)
- Ivan le Terrible (1982)
- Tchekhov (1984)
- Tourgueniev (1985)
- Gorki (1986)
- Flaubert (1988)
- Maupassant (1989)
- Alexandre II, le tsar libérateur (Alexandre II de Russie) (1990)
- Nicolas II (1991)
- Zola (1992)
- Verlaine (1993)
- Baudelaire (1994)
- Balzac (1995)
- Raspoutine (1996)
- Juliette Drouet (1997)
- Terribles Tsarines (1998)
- Les Turbulences d'une grande famille (famille Lebaudy) (1998)
- Nicolas I (1999)
- Marina Tsvetaeva, l'éternelle insurgée (2001)
- Paul I, le tsar mal aimé (2002)
- La Baronne et le musicien, Madame Von Meck et Tchaïkovski (2004)
- Alexandre III, le tsar des neiges (2004)
- Alexandre Dumas, le cinquième mousquetaire (2005)
- Pasternak (2006)
- Boris Godounov (2008)
- Trois mères, trois fils. Madame Baudelaire, Madame Verlaine, Madame Rimbaud (2010)
- Gontcharov (2012)